# Dominique Thorne
Dominique Thorne (New York, 5 november 1997) is een Amerikaans actrice. Ze is voornamelijk bekend van het vertolken van de rol van Riri Williams / Ironheart in het Marvel Cinematic Universe.

## Carrière
Thorne maakte in september 2018 haar acteerdebuut in de romantische dramafilm If Beale Street Could Talk, waarin ze de rol van Shelia Hunt vertolkte. In februari 2021 was Thorne te zien als Judy Harmon in de bioscoopfilm Judas and the Black Messiah.
In december 2020 werd bekend dat Thorne was aangenomen om de rol van Riri Williams / Ironheart te vertolken in het Marvel Cinematic Universe. Thorne maakte daarin in oktober 2022 haar debuut in de film Black Panther: Wakanda Forever. In december 2024 verzorgde ze de stem van het personage in de animatieserie What If...?, die exclusief voor streamingdienst Disney+ werd gemaakt. Een half jaar later, in juni 2025, vertolkte Thorne de hoofdrol van Riri Williams / Ironheart in het personage haar eigen Disney+-serie Ironheart. Oorspronkelijk had Thorne eerder al auditie gedaan voor een rol in het Marvel Cinematic Universe, voor de rol van Shuri in de film Black Panther. Ze kwam ver in de audities maar zag de rol net aan haar voorbij gaan, mede hierdoor hoefde Thorne geen auditie voor de rol van Riri William / Ironheart te doen.
Buiten haar werk voor Marvel maakte ze in oktober 2023 haar Broadway debuut in het toneelstuk Jaja's African Hair Braiding.

## Privé
Thorne werd geboren in New York en groeide op in Brooklyn, als dochter van Trinidadiaanse immigranten. Ze heeft twee jongere broers. Thorne studeerde dramatisch theater aan het New York’s Professional Performing Arts School, tijdens haar laatste jaar in 2015 won ze een Young Arts Award. Hierna studeerde ze aan de Cornell-universiteit, waar ze haar bachelorsdiploma in menselijke ontwikkeling behaalde.

## Filmografie

### Film
- 2018: If Beale Street Could Talk, als Sheila Hunt
- 2021: Judas and the Black Messiah, als Judy Harmon
- 2022: Black Panther: Wakanda Forever, als Riri Williams / Ironheart
- 2024: Freaky Tales, als Barbie

### Televisie
- 2024: What If...?, als Riri Williams / Ironheart (stemrol)
- 2025: Ironheart, als Riri Williams / Ironheart

## Toneel
- 2023: Jaja's African Hair Braiding, als Marie